# Copa espanyola de bàsquet femenina 1977-1978
La Copa de la Reina de bàsquet 1977-88 fou la setzena edició de la Copa espanyola de bàsquet. Se celebrà el 29 i 30 d'abril de 1978 al Palau Municipal d'Esports de Lleó i fou organitzada per la Federació Espanyola de Basquetbol. Hi participaren els quatre equips millors de la classificació final de la Primera Divisió femenina, el Picadero JC, el RC Celta de Vigo, l'Alcalá L'Oreal i el Club de Vacaciones. La competició es disputà en format d'eliminació directa, amb semifinals, tercer i quart lloc i final.
Es proclamà campió el Picadero JC, que aconseguí el seu tercer títol de copa. La pivot catalana, Rosa Castillo, fou escollida millor jugadora del torneig.

## Competició

### Quadre de competició
|  | Semifinals         | Semifinals       |                     |    | Final | Final |
|  |                    |                  |                     |    |       |       |
|  | 28 d'abril         |                  |                     |    |       |       |
|  |                    |                  |                     |    |       |       |
|  | Picadero JC        | 91               |                     |    |       |       |
|  | Picadero JC        | 91               | 29 d'abril          |    |       |       |
|  | Club de Vacaciones | 77               |                     |    |       |       |
|  | Club de Vacaciones | 77               | Picadero JC         | 62 |       |       |
|  | 28 d'abril         |                  | Picadero JC         | 62 |       |       |
|  |                    | RC Celta de Vigo | 55                  |    |       |       |
|  | RC Celta de Vigo   | RC Celta de Vigo | 55                  | 75 |       |       |
|  | RC Celta de Vigo   |                  |                     | 75 |       |       |
|  | Alcalá L'Oreal     | 69               |                     |    |       |       |
|  | Alcalá L'Oreal     | 69               | Tercer i quart lloc |    |       |       |
|  |                    |                  |                     |    |       |       |
|  | 29 d'abril         |                  |                     |    |       |       |
|  |                    |                  |                     |    |       |       |
|  | Club de Vacaciones | 81               |                     |    |       |       |
|  | Club de Vacaciones | 81               |                     |    |       |       |
|  | Alcalá L'Oreal     | 73               |                     |    |       |       |

### Semifinals

#### Picadero JC vs. Club de Vacaciones
| 28 d'abril de 1976 Informe | Picadero JC | 91–77 | Club de Vacaciones | Palau Municipal d'Esports, Lleó |

#### RC Celta de Vigo vs. Alcalá L'Oreal
| 28 d'abril de 1976 Informe | RC Celta de Vigo | 75–69 | Alcalá L'Oreal | Palau Municipal d'Esports, Lleó |

### Tercer i quart lloc
| 29 d'abril de 1976 | Club de Vacaciones | 81–73 | Alcalá L'Oreal | Palau Municipal d'Esports, Lleó |

## Final
El Picadero JC i el Celta de Vigo disputaren la final de la primera Copa de la Reina, en la seva nova denominació. Després d'una primera part molt igualada, arribant al descans amb 28 a 30 favorable a l'equip gallec, a la segona part s'imposà el club català per 62 a 55 amb les actuacions destacades de Mercedes Castillo, Katy Martínez i Rosa Castillo, que fou escollida millor jugadora del torneig. El partit comptà amb la presència d'Ernesto Segura de Luna, president de la Federació Espanyola de Basquetbol, que entregà el trofeu a la capitana del Picadero JC, Neus Bartran.
| 29 d'abril de 1976 Informe | Picadero JC                        | 62–55 | RC Celta de Vigo  | Palau Municipal d'Esports, Lleó Àrbitres: Paez i Urreizti MVP: Rosa Castillo |
| 29 d'abril de 1976 Informe | Resultat per meitats: 28-30, 34-25 |       |                   | Palau Municipal d'Esports, Lleó Àrbitres: Paez i Urreizti MVP: Rosa Castillo |
| 29 d'abril de 1976 Informe | Pts: Castillo 24                   |       | Pts: Liboreiro 16 | Palau Municipal d'Esports, Lleó Àrbitres: Paez i Urreizti MVP: Rosa Castillo |

| Picadero JC | RC Celta |

| #          | Pos.  | Jugadora          | Pts |
| ---------- | ----- | ----------------- | --- |
|            | P     | Rosa Castillo     | 24  |
|            |       | Mercedes Castillo | 8   |
|            |       | Concha Navío      | 3   |
|            |       | Neus Bartran      | 5   |
|            |       | Katy Martínez     | 12  |
|            |       | Núria Rossell     | 10  |
| Total      | Total | Total             | 62  |
| Entrenador |       |                   |     |
|            |       |                   |     |

| Campió de la Copa de la Reina 1977-78 |
| ------------------------------------- |
| Picadero JC Tercer títol              |
| MVP                                   |
| Rosa Castillo                         |

| #          | Pos.  | Jugadora          | Pts |
| ---------- | ----- | ----------------- | --- |
|            |       | Susana García     | 6   |
|            |       | Maribel Lorenzo   | 0   |
|            | P     | Carmen Martínez   | 13  |
|            | A     | Ángeles Liboreiro | 16  |
|            |       | Pepa Calvet       | 11  |
|            |       | Pilar Marín       | 6   |
|            |       | Katia Manzur      | 3   |
| Total      | Total | Total             | 55  |
| Entrenador |       |                   |     |
|            |       |                   |     |